# Scolecomorphidae
Famille
Synonymes
- Scolecomorphinae Taylor, 1969

Les Scolecomorphidae sont une famille de gymnophiones. Elle a été créée par Edward Harrison Taylor en 1969.

## Répartition
Les espèces de cette famille se rencontrent se rencontrent au Cameroun, au Malawi et en Tanzanie.

## Liste des genres
Selon Amphibian Species of the World (11 février 2014) :
- Crotaphatrema Nussbaum, 1985
- Scolecomorphus Boulenger, 1883

## Taxinomie
Considérée par le passé comme une sous-famille des Caeciliidae, elle a été élevée au rang de famille par Wilkinson, San Mauro, Sherratt et Gower en 2011

## Publication originale
- Taylor, 1969 : Miscellaneous notes and descriptions of new forms of caecilians. University of Kansas Science Bulletin, vol. 48, no 9, p. 281-296 (texte intégral).